# Nicolas III Grammatikos
Nicolas III Kyrdiniatès dit Grammatikos (en grec : Νικόλαος Γ΄ Κυρδινιάτης) est un patriarche de Constantinople. Élu en août 1084 à la suite de la démission d'Eustratios Garidas, il reste à la tête du patriarcat jusqu'avant le 24 mai 1111 sous le règne de l'empereur Alexis Ier Comnène.

## Biographie
Nicolas est originaire de la ville d'Antioche de Pisidie, dont il administre les biens de l'Église après des études à Constantinople. Fatigué de cette tâche, il s'enferme dans un monastère de Cappadoce mais il en est chassé par l'avance des Turcs. De retour dans la capitale, il se fait remarquer par l'énergie qu'il met dans la reconstruction du monastère du Lophadion (près de la porte de Saint-Romain).
Il est élu en 1084 après que le précédent patriarche a été accusé de messalianisme. Bien que cette accusation soit infondée, Eustratios Garidas préfère démissionner. L'élection se déroule entre plusieurs candidats et Alexis finit par organiser un tirage au sort qui désigne Nicolas. Il y gagne, outre la fonction de patriarche, le surnom de Théoprobleptos (« choisi par Dieu »).
Homme sérieux, intègre, il s'efforce dès son intronisation de mettre fin aux abus des clercs. Sa bonne entente avec l'empereur fait de lui le bras d'Alexis dans la lutte contre les hérésies et dans la réforme de l'enseignement initiée par le Basileus. Il laisse l'empereur intervenir dans l'ordination des métropolites, jusqu'ici domaine réservé du patriarche. Alexis devient l'ultime recours en cas d'élection contestée.
En 1085, il entame, avec l'appui de l'empereur, une vaste réforme de la charistikè. Devant les résistances, Alexis promulgue en 1096 une novelle « sur les droits du patriarche concernant les monastères » qui renforce les pouvoirs de contrôle du patriarche.
Vers 1104, Nicolas participe au procès de Basile, le chef de la secte des bogomiles, qui aboutit à la condamnation à mort de ce dernier. Peu après cependant éclate une querelle entre le patriarche et l'empereur à propos du mont Athos. Alexis estime que le patriarche n'a pas à intervenir dans les querelles internes de ce que les Byzantins appellent la « Sainte Montagne ».
À sa mort en 1111, c'est Jean IX Agapètos qui lui succède.